# げっきんLIVE
『げっきんLIVE』（げっきんライブ）は、広島ホームテレビで2000年4月3日から2003年3月28日まで放送された夕方の報道・情報番組である。

## 出演者
- 伊藤みのり
- 渡辺徹
- 井村尚嗣
- 荒谷知穂
- 塚本くみ子
- 大松しんじ

### 中継
- 中島尚樹

## 放送時間
- 月曜 - 木曜　16:55 - 18:56
- 金曜　16:55 - 18:55